# Euphorbia mahabobokensis
Euphorbia mahabobokensis är en törelväxtart som beskrevs av Werner Rauh. Euphorbia mahabobokensis ingår i släktet törlar, och familjen törelväxter. IUCN kategoriserar arten globalt som sårbar. Inga underarter finns listade i Catalogue of Life.